# Lisa Leslie
Lisa Deshaun Leslie, coniugata Lockwood (Gardena, 7 luglio 1972), è un'ex cestista statunitense, professionista nella WNBA.
Ha giocato nel ruolo di centro nelle Los Angeles Sparks dal 1997 al 2009, vincendo due campionati WNBA; inoltre con la maglia della nazionale a stelle e strisce ha vinto quattro ori olimpici e due campionati mondiali. È membro del Naismith Memorial Basketball Hall of Fame dal 2015. Nel 2018 è apparsa nel film Uncle Drew.

## Carriera
Ai tempi del liceo era già famosa per essere riuscita a segnare 101 punti in una partita. Prima giocatrice nella storia della WNBA a schiacciare a canestro durante una partita di campionato, nel luglio 2006, durante le celebrazioni del WNBA All-Star Game 2006, è stata inserita nella WNBA All-Decade Team, cioè le dieci migliori giocatrici dei primi dieci anni della WNBA.
Il 4 febbraio 2009 ha annunciato il ritiro alla fine della stagione, e l'11 agosto 2009 ha raggiunto i 6.000 punti segnati in carriera. Chiude la sua carriera con un totale di 6.263 (2ª marcatice WNBA di sempre). L'11 agosto 2010 le Los Angeles Sparks hanno ritirato la sua maglia numero 9. L'11 settembre 2015 viene inserita nella Naismith Memorial Basketball Hall of Fame.

## Palmarès

### Club
- Campionato WNBA: 2:

Los Angeles Sparks: 2001, 2002

### Nazionale
- Oro olimpico: 4

Atlanta 1996, Sydney 2000, Atene 2004, Pechino 2008
- Mondiali: 1

Cina 2002

### Individuale
- WNBA Most Valuable Player: 3

2001, 2004, 2006
- WNBA Finals Most Valuable Player: 2

2001, 2002
- WNBA Defensive Player of the Year: 2

2004, 2008
- 8 volte All-WNBA First Team (1997, 2000, 2001, 2002, 2003, 2004, 2006, 2008)
- 4 volte All-WNBA Second Team (1998, 1999, 2005, 2009)
- WNBA All-Star: 8
- 2 volte WNBA All-Defensive First Team (2006, 2008)
- 2 volte WNBA All-Defensive Second Team (2005, 2009)
- 3 volte migliore rimbalzista WNBA (1997, 1998, 2004)
- 2 volte migliore stoppatrice WNBA (2004, 2008)

## Filmografia
- Uncle Drew (2018)